# Ученик убийцы
«Учени́к уби́йцы» (англ. Assassin's Apprentice) — фэнтези-роман американской писательницы Робин Хобб. Входит в цикл о Вселенной Элдерлингов, первая из трех частей «Саги о Видящих». Впервые роман был опубликован в 1996 году издательством Spectra в США, после чего неоднократно переиздавался как в России, так и за рубежом.

## Сюжет
Роман рассказывает историю молодого бастарда принца Чивела, наследника династии Видящих, правящих в Шести Герцогствах.
Старик приводит шестилетнего Фитца (англ. Fitz — бастард) к воротам военной крепости в Мунсее, оповещая стражу о том, что это бастард принца Чивела (англ. Chivalry — рыцарственный) Мальчика передают принцу Верити (англ. Verity — истина), брату наследного принца, командующему фортпостом, который приказывает конюху Чивела Барричу присмотреть за ним. Баррич отвозит Фитца в Баккип — столицу герцогства Бакк.
В это время принц Чивел, покидает город вместе со своей женой леди Пейшенс (англ. Patience — терпение) и отрекается от престола, чтобы не быть обвиненным в кровосмешении. Фитц остается при Барриче и начинает обучаться у него мастерству конюха. Мальчик страдает от одиночества и единственным его другом оказывается щенок по имени Востронос. Мальчик и пес проводят вместе много времени и постепенно у Фитца открывается способность к древней магии — Дару (англ. The Wit), которая презирается в королевстве. Дар позволяет чувствовать живых существ, улавливать их мысли и настроение. Быть связанным Даром, значит делить свое сознание с животным. Между Фитцем и Востроносом устанавливается такая связь. Баррич, почувствовав, что ребенок владеет запрещенной древней магией, отбирает щенка и увозит его в неизвестном направлении. Фитц раздавлен. Он ищет утешения на улицах Баккипа, проводя время в компании таких же неприкаянных детей, в частности, девочки по имени Молли.
Спустя год Фитца вызывает к себе король Шрюд (англ. Shrewd — проницательный) и признает мальчика своим внуком. Он берет с него обещание, что Фитц будет служить своему королю верой и правдой, а король за это обеспечит его всем необходимым: мальчик будет жить в замке, получит образование и ни в чем не будет нуждаться. Однако, службу для Фитца король выбрал непростую: он предложил ребенку стать королевским убийцей. Так мальчик попадает на обучение к затворнику Чейду (англ. Chade — созвучно слову shade, тень), старому интригану и убийце. Тот берется обучать Фитца своему мастерству. Мальчик быстро и успешно учится, и вскоре начинает выполнять небольшие приказы короля. Через некоторое время в Баккип приходит весть о смерти принца Чивела. В город возвращается леди Пейшенс, жена принца, и испытывая чувство вины перед Фитцем, берется за его воспитание.
Одновременно с этим прибрежные земли Шести Герцогств начинают подвергаться атакам Красных кораблей, налетчиков с Внешних островов. Варвары жгут и разрушают поселения, убивают, захватывают заложников, вскоре возвращая их совсем другими людьми, лишенными любых человеческих чувств, но с большой склонностью к насилию и повышенной агрессией. Эти люди больше напоминают диких, взбесившихся животных. Возвращаясь домой, они становятся убийцами и грабителями. Жители королевства окрестили этот процесс «перековка», по названию деревни Кузница, первой подвергшейся подобному набегу.
Для защиты королевства король Шрюд принимает решение о создании Круга Силы. Сила (англ. Skill) — королевская магия династии Видящих, позволяющая управлять сознанием и чувствами других людей, строить как бы мост от человека к человеку. Ее можно использовать как для передачи информации, разговора, так и для причинения боли и навязывания своих мыслей. Как считалось, ей владеют только представители королевской семьи. Поскольку Фитц тоже представитель династии, его оправляют обучаться Силе. Мастер Силы Гален, ярый приверженец чистоты крови, сильно невзлюбил нового ученика и постоянно подвергал его суровым испытаниям. Он отправляет Фитца в Кузницу, с целью проверить его способности, где мальчик впервые сталкивается с перекованными. Ему удается спастись, что еще сильнее злит Галена. Он подвергает ребенка сильной атаке Силой, после чего Фитц почти утрачивает свои способности, его Сила становится очень нестабильной и требует много физических сил для ее использования. Мальчика начинают мучить судороги и приступы.
Чтобы как-то подбодрить свой народ, король Шрюд решает, что его сыну Верити, наследному принцу и будущему королю, необходимо жениться. В жены ему выбрана принцесса Горного Королевства Кетриккен. Союз с таким сильным соседом может помочь Шести Герцогствам одержать победу в войне с Красными кораблями.
Книга заканчивается тем, что король Шрюд отправляет Фитца в Горное Королевство с целью убить наследного принца Руриска, чтобы его сестра Кетриккен стала единственной наследницей короля Эйода. Продуманному плану мешает принц Регал (англ. Regal — царственный), сын короля Шрюда от второго брака, который после смерти сводного брата, решил любыми способами стать королем Шести Герцогств. Он открывает цель визита Фитца принцессе Кетриккен, которая в свою очередь пытается отравить мальчика. Руриск останавливает сестру. Впоследствии он завоевывает симпатию Фитца, однако всё же гибнет от яда (отравление организовано Регалом).

## Основные действующие лица
- Фитц Чивел Видящий (англ. Fitz Chilvary Farseer) — незаконнорожденный сын принца Чивела, ученик королевского убийцы
- Шут (англ. Fool) — слуга короля Шрюда
- Король Шрюд (англ. Shrewd) — правитель Шести Герцогств
- Принц Чивел (англ. Chivalry) — старший сын короля Шрюда, наследник престола
- Леди Пейшенс (англ. Patience) — жена принца Чивела
- Принц Верити (англ. Verity) — средний сын короля Шрюда
- Принц Регал (англ. Regal) — младший сын короля Шрюда
- Чейд (англ. Chade) — королевский убийца, бастард, старший брат короля Шрюда
- Баррич (англ. Burrich) — конюх принца Чивела
- Молли (англ. Molly) — простолюдинка, подруга Фитца
- Гален (англ. Galen) — мастер Силы
- Король Эйод (англ. Eyod) — правитель Горного Королевства
- Принц Руриск (англ. Rurisk) — старший сын короля Эйода, наследник престола Горного Королевства
- Принцесса Кетриккен (англ. Kettricken) — младшая дочь короля Эйода, невеста принца Верити

## Критика
Publishers Weekly назвало книгу «блестящим дебютом на густонаселенном поле эпических фэнтези-романов». Трилогия «Сага о Видящих» расположилась на 19 месте в топ-100 лучших фэнтези романов по версии британского портала FantasyBookReview. Автор «Игры Престолов», писатель Дж. Мартин назвал книги Робин Хобб «похожими на бриллианты в море цирконов».